# 卤虫属
卤虫属，俗称豐年蝦、鹵蟲、海猴子（SeaMonkey）、鹽水蝦、鹽蟲子、水马骝等，英文名為brine shrimp，是無背甲目鹵蟲科下唯一的属，浮游生物，動物性水蟲，可當成寵物飼養。因其營養成分高，所以其無節幼體也可作為魚飼料，是軟珊瑚的主要食物之一。因剛孵化的無節幼蟲營養成分高，故常被當作是水產動物的開口餌料。
豐年蝦主要生存在鹽湖之中，能在含鹽量最高25%的水域存活，連魚類也無法生存。例如伊朗爾米亞湖就有一種豐年蝦能夠生存，具經濟價值。

## 生殖
豐年蝦雌蟲體型約 10-12 mm，雄蟲約 7 mm。豐年蝦卵是一種休眠卵，具有厚壁，會受到外界的溫度及鹽分濃度等因素刺激，進而活化、孵化。如在加入淡海鹹水後曝氣，且水溫保持在 25-30 ℃中，即可孵化。而孵化出來的幼體稱為無節幼體，大約9天即可達到性成熟。豐年蝦生殖方式分為孤雌生殖與有性生殖，幼體胚胎發育方式分為卵胎生和卵生。
剛孵化的豐年蝦無節幼蟲體長約 0.35 mm，體色承橘黃色，並於一天後開始進食，第八天即可能開始交尾，並於2-3天後產卵。

## 人造物種
「神奇水馬騮」（Artemia Nyos）是「紐約海洋學會實驗室」（New York Ocean Science Laboratories）研製的新品種，可活兩年。

## 分類
- Artemia franciscana
- Artemia monica
- Artemia persimilis
- Artemia salina
- Artemia sinica
- Artemia tibetiana
- Artemia urmiana
- 鹵蟲單性生殖群種（英语：Artemia parthenogenetica）（有爭議）

## 圖集

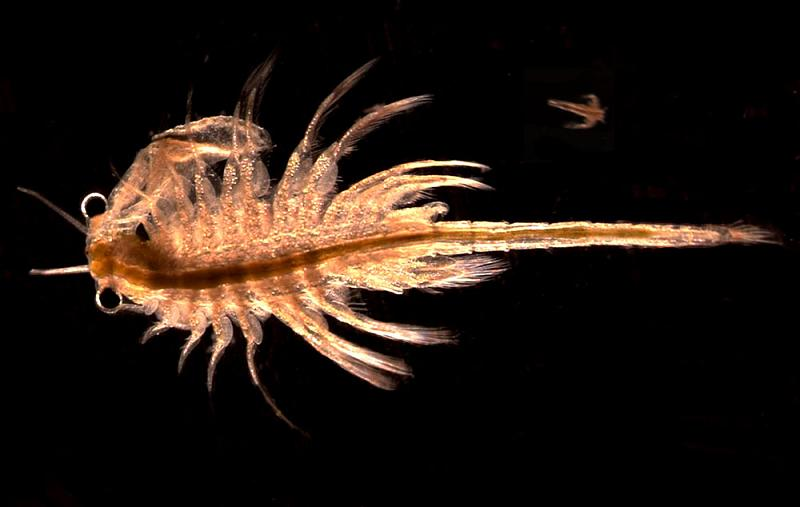
Artemia_monica

Artemia_sp._swimming

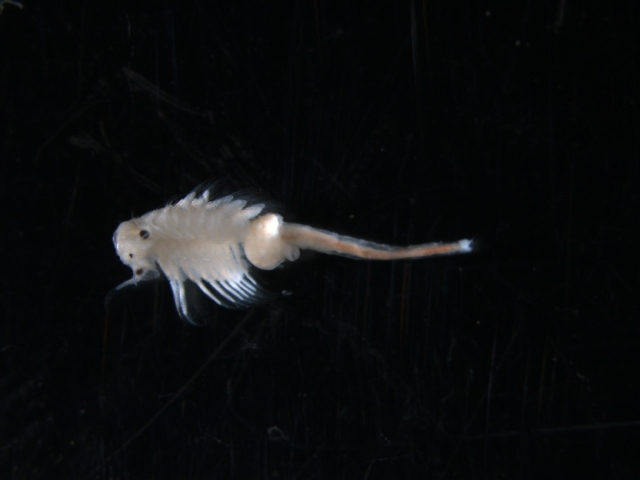
Artemia_persimilis

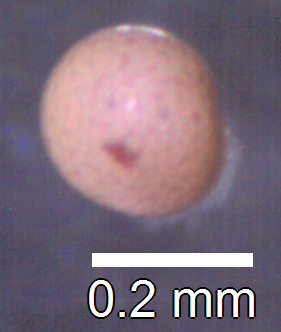
Artemia_salina_cyst

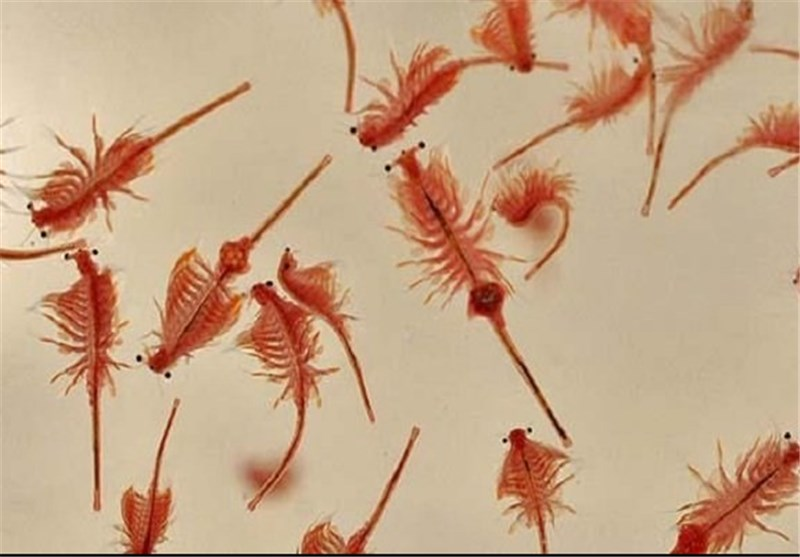
Artemia-Urmia1

## 外部連結
- （英文）"Genus Artemia", The Taxonomicon & Systema Naturae 2000
- Alireza Asem. 2008. Historical record on brine shrimp Artemia more than one thousand years ago from Urmia Lake, Iran, Journal of Biological Research, 9: 113-114.

- http://www.fao.org/3/w3732e/w3732e0m.htm （页面存档备份，存于）